# Oleksandriwka (Bolhrad)
Oleksandriwka (ukrainisch Олександрівка; russisch Александровка Alexandrowka, rumänisch Satalâc Hagi) ist ein Dorf im Südwesten der ukrainischen Oblast Odessa mit etwa 2400 Einwohnern (2001).

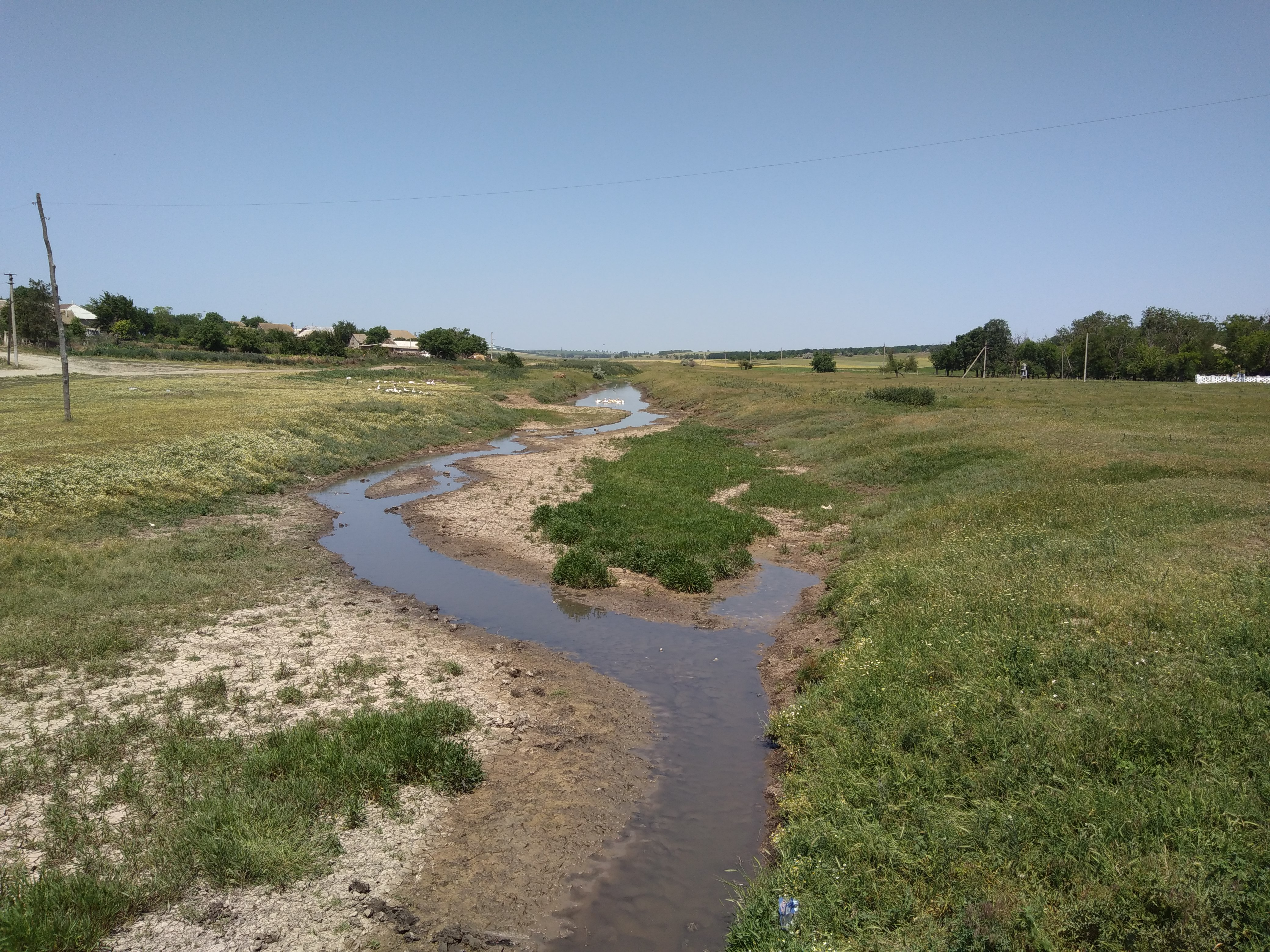
Der Malyj Katlabuh bei Oleksandriwka

## Geographische Lage
Die Ortschaft liegt in der historischen Landschaft Budschak auf einer Höhe von 75 m am Ufer des Malyj Katlabuh (Малий Катлабуг), einem 43 km langen, linken Nebenfluss des Donau-Zuflusses Welykyj Katlabuh (Великий Катлабуг).
Das Dorf befindet sich an der Landstraße zwischen Horodnje in Westen und Nowa Iwaniwka im Osten. Außerdem führt von Oleksandriwka eine Straße zum 12 Kilometer südlich gelegene Dorf Wynohradne.
Das Rajonzentrum Bolhrad liegt 40 km südwestlich und das Oblastzentrum Odessa etwa 180 km nordöstlich vom Dorf.

## Geschichte
Nach dem Frieden von Bukarest 1812 kam der Budschak, der südliche Teil Bessarabiens, wie das restliche Bessarabien, vom osmanischen Vasallenstaat Fürstentum Moldau an das Russische Kaiserreich. Von diesem wurde er als Kolonisationsgebiet behandelt und neu besiedelt.
So wurde 1819 das Dorf, an Stelle der ehemals tatarischen Siedlung Satalâc Hagi, von Gagausen neu gegründet.

## Verwaltungsgliederung
Am 12. Juni 2020 wurde das Dorf ein Teil der Landgemeinde Horodnje; bis dahin bildete es die Landratsgemeinde Oleksandriwka (Олександрівська сільська рада/Oleksandriwska silska rada) im Norden des Rajons Bolhrad.